# Ampir
Ampir (russisk: Ампир) er en sovjetisk spillefilm fra 1986 af Aleksandr Sokurov.